# Lobanilia crotonoides
Lobanilia crotonoides är en törelväxtart som beskrevs av Radcl.-sm.. Lobanilia crotonoides ingår i släktet Lobanilia och familjen törelväxter. Inga underarter finns listade i Catalogue of Life.